# (31555) Wheeler
(31555) Wheeler est un astéroïde de la ceinture principale.

## Description
(31555) Wheeler est un astéroïde de la ceinture principale. Il fut découvert le 7 mars 1999 à Gnosca par Stefano Sposetti. Il présente une orbite caractérisée par un demi-grand axe de 2,27 UA, une excentricité de 0,05 et une inclinaison de 6,9° par rapport à l'écliptique.

## Compléments